# Tobolac (zoologija)
Tobolac je dio tijela karakterističan za ženke tobolčara. U osnovi je to kožni nabor s otvorom na vrhu, koji pokriva bradavice kako bi mladunče zaštitio tijekom razvoja. Podupiru ga dvije tobolčane kosti izrasle iz stidnih kostiju poput slobodno stršećih žbica. Mladunče u tobolac iz tijela majke dolazi kao nerazvijeni fetus i tamo ostaje dok se sasvim ne razvije.
Tobolci su raznoliki kod različitih vrsta tobolčara. Tobolac tasmanijskog vraga otvoren je unazad i fetus treba prijeći samo malu udaljenost od maternice, dok su u tobolcu stalno pričvršćeni za bradavicu. Kada se razviju, trajno ga napuštaju. Tobolac klokana otvara se vodoravno na prednjem dijelu tijela i fetus do njega treba prijeći relativno dug put. Razne vrste klokana dopuštaju svojoj mladunčadi ostanak u tobolcu i dugo nakon što su ga sposobni napustiti.

## Vanjske poveznice
|  | Zajednički poslužitelj ima stranicu o temi Tobolac (zoologija) |